# Herculis 2011
L'Herculis 2011 è stato la 25ª edizione del meeting di atletica leggera che si disputa con cadenza annuale a Fontvieille, quartiere del Principato di Monaco. Lo stadio all'interno del quale si è svolta la manifestazione è stato come sempre il Louis II; le gare hanno avuto inizio alle ore 19:00 e si sono concluse alle 21:58 UTC+2 del 22 luglio 2011. Il meeting è stato inoltre la decima tappa del circuito IAAF Diamond League 2011.

## Programma
Il meeting ha visto lo svolgimento di 17 specialità, 9 maschili e 8 femminili: di queste, 8 maschili e 8 femminili erano valide per la Diamond League.
| # | Orario | Specialità       |
| - | ------ | ---------------- |
| 1 | 19:50  | Getto del peso   |
| 2 | 19:55  | Salto con l'asta |
| 3 | 20:05  | 400 m hs         |
| 4 | 20:15  | 1500 m           |
| 5 | 20:35  | 800 m            |
| 6 | 20:40  | Salto triplo     |
| 7 | 20:55  | 5000 m           |
| 8 | 21:40  | 100 m            |
| 9 | 21:48  | 3000 m siepi     |

| # | Orario | Specialità             |
| - | ------ | ---------------------- |
| 1 | 19:00  | Lancio del disco       |
| 2 | 19:15  | Salto in lungo         |
| 3 | 20:10  | Salto in alto          |
| 4 | 20:25  | 400 m                  |
| 5 | 20:30  | Lancio del giavellotto |
| 6 | 20:45  | 200 m                  |
| 7 | 21:15  | 100 m hs               |
| 8 | 21:25  | 1500 m                 |

     Specialità valide per la Diamond League

## Risultati
Di seguito i primi tre classificati di ogni specialità.

### Uomini
| Specialità       |                   | Prestazione | 2º classificato    | Prestazione | 3º classificato                      | Prestazione  |
| 100 m            | Usain Bolt        | 9.88        | Nesta Carter       | 9.90        | Mike Rodgers                         | 9.96         |
| 800 m            | David Rudisha     | 1'42.61     | Asbel Kiprop       | 1'43.15     | Nick Symmonds                        | 1'43.83      |
| 1500 m           | Silas Kiplagat    | 3'30.47     | Nixon Chepseba     | 3'31.74     | Abubaker Kaki                        | 3'31.76      |
| 5000 m           | Mohamed Farah     | 12'53.11    | Bernard Lagat      | 12'53.60    | Isiah Koech                          | 12'54.18 RMA |
| 400 m hs         | Angelo Taylor     | 47.97       | Bershawn Jackson   | 48.22       | David Greene                         | 48.43        |
| 3000 m siepi     | Brimin Kipruto    | 7'53.64     | Ezekiel Kemboi     | 7'55.76     | Paul Kipsiele Koech                  | 7'57.32      |
| Salto triplo     | Phillips Idowu    | 17.36 m     | Alexis Copello     | 17.30 m     | Arnie David Giralt                   | 17.29 m      |
| Salto con l'asta | Renaud Lavillenie | 5.90 m      | Malte Mohr         | 5.75 m      | Konstadínos Filippídis Romain Mesnil | 5.60 m       |
| Getto del peso   | Reese Hoffa       | 21.25 m     | Christian Cantwell | 21.23 m     | Dylan Armstrong                      | 20.98 m      |

     Atleti al primo posto nella classifica di specialità.
     Prestazione che stabilisce il nuovo record del meeting.

### Donne
| Specialità             |                    | Prestazione | 2ª classificata     | Prestazione | 3ª classificata         | Prestazione |
| 200 m                  | Carmelita Jeter    | 22.20       | Allyson Felix       | 22.32       | Shalonda Solomon        | 22.63       |
| 400 m                  | Amantle Montsho    | 49.71       | Francena McCorory   | 50.29       | Novlene Williams-Mills  | 50.71       |
| 1500 m                 | Maryam Yusuf Jamal | 4'00.59     | Btissam Lakhouad    | 4'01.09     | Morgan Uceny            | 4'01.51     |
| 100 m hs               | Sally Pearson      | 12.51       | Kellie Wells        | 12.58       | Tiffany Porter          | 12.60       |
| Salto in lungo         | Brittney Reese     | 6.82 m      | Dar'ja Klišina      | 6.79 m      | Éloyse Lesueur          | 6.74 m      |
| Salto in alto          | Blanka Vlašić      | 1.97 m      | Doreen Amata        | 1.92 m      | Melanie Melfort         | 1.89 m      |
| Lancio del disco       | Nadine Müller      | 65.90 m     | Yarelys Barrios     | 65.44 m     | Stephanie Brown-Trafton | 62.07 m     |
| Lancio del giavellotto | Barbora Špotáková  | 69.45 m     | Christina Obergföll | 64.86 m     | Madara Palameika        | 62.06 m     |

     Atlete al primo posto nella classifica di specialità.
     Prestazione che stabilisce il nuovo record del meeting.